# Бахмач (село)
Ба́хмач — село в Україні, у Бахмацькій міській громаді Ніжинського району Чернігівської області.

## Географія
Селом протікає річка Безіменна, права притока Борзенки.
Біля села знаходиться гідрологічний заказник місцевого значення Острів.

## Населення

### Мова
Розподіл населення за рідною мовою за даними перепису 2001 року:
| Мова            | Кількість | Відсоток |
| --------------- | --------- | -------- |
| українська      | 2946      | 97.91%   |
| російська       | 49        | 1.64%    |
| білоруська      | 1         | 0.03%    |
| вірменська      | 1         | 0.03%    |
| румунська       | 1         | 0.03%    |
| німецька        | 1         | 0.03%    |
| інші/не вказали | 10        | 0.33%    |
| Усього          | 3009      | 100%     |

## Історія
Село Бахмач одне з давніх поселень на Київській Русі. Вперше про село (тодішнє місто Бохмач) згадується в 1147 році в «Повісті временних літ»: «…услышав об истреблении Мстиславовичами города Всеволожа, жители городов Уненижа, Бохмача и Белой Вежи поспешали бежать в Чернигов …»
Бахмач був зруйнований в результаті міжусобних воєн, а в 1239 році його остаточно зруйнували монголо-татари, після чого Бахмач декілька століть не згадується в літописах.
12 червня 2020 року, відповідно до розпорядження Кабінету Міністрів України № 730-р «Про визначення адміністративних центрів та затвердження територій територіальних громад Чернігівської області», увійшло до складу Бахмацької міської громади.
19 липня 2020 року, в результаті адміністративно-територіальної реформи та ліквідації Бахмацького району, село увійшло до складу Ніжинського району Чернігівської області.

## Пам'ятки
У селі є пам'ятки:
- братська могила 50 російських большевиків, які загинули в бою з Білою армією в вересні 1919 р. (1961);
- братська могила 35 мирних жителів, спалених 25 лютого 1943 року (1961);
- братська могила 21 солдатів, які загинули 1941 у боях за Бахмач у вересні 1943 року (1957);
- меморіал односельцям, загиблим в роки другої світової війни 1939—1945 рр. (реконструйовано 1999);
- братська могила 6 солдатів, які загинули у вересні 1943 р. (1957);
- могила художника Г. Г. Яременка (1874—1915 рр.) на сільському кладовищі. На могилі — пам'ятник з 1965 року.

## Відомі люди
- Бридкий Василь Хомович (*28 січня 1885 — †4 червня 1967) — військовий діяч Української Народної Республіки, хорунжий артилерії Армії УНР;
- Різун Володимир Володимирович (нар. 1957) — професор, директор Інституту журналістики КНУ імені Тараса Шевченка, Заслужений працівник освіти України.
- Данько Микола Іванович (1949—2013) — доктор технічних наук, професор, академік Транспортної академії України, ректор Української державної академії залізничного транспорту, Заслужений працівник транспорту.
- Художник Г. Г. Яременко (1874—1915). Його могила знаходиться в селі на сільському цвинтарі. Гнат Гаврилович народився в селі в 1874 році. Автор живописних творів «Київ. Володимирська гірка», «Із східного життя», «Портрет дружини художника», серії сатиричних малюнків, присвячених подіям революції 1905-07 років у Росії (у тому числі «Смерть самодержавству!», «Карикатура на царський маніфест», «Кадети душать революцію»). Його твори зберігаються в Конотопському, Роменському та Бахмацькому краєзнавчих музеях. В 1965 році на його могилі споруджено пам'ятник — стилізована фігура художника з палітрою і пензлем у руках — встановлена на могильній плиті з написом: «Гнат Яременко. 1874—1915».
- Український письменник-фантаст В. П. Бережний
- Герой Радянського Союзу Ф. М. Жила.
- У селі проживав ветеран війни (1943—1945 рр.) Марченко Дмитро Олександрович (1924—2018), кавалер багатьох нагород, весь час до виходу на пенсію та i після працював ветеринарним лікарем.
- Чигрин Микола Миколайович (1980—2024) — солдат збройних сил України, учасник російсько-української війни.